# Leioproctus crassipunctatus
Leioproctus crassipunctatus là một loài Hymenoptera trong họ Colletidae. Loài này được Urban mô tả khoa học năm 1995.